# 比例論
在數學中，一個等比關係（proportion）或比例式，指的是兩個比例（proportionality 或 ratio）的相等關係，記為 {\displaystyle a:b=c:d} ；亦即，{\displaystyle {\frac {a}{b}}={\frac {c}{d}}}。比例論（theory of proportion）是研究比例與等比關係的理論。

## 歷史

### 畢達哥拉斯學派的比例論
畢達哥拉斯學派發現了不可通約數（無理數）{\displaystyle {\sqrt[{}]{2}}}，這破壞了他們的比例論：
如果兩個物體的比例是相同的，以數學式來表示，是一個等比關係 {\displaystyle a:b=c:d}。其中，{\displaystyle a,b,c,d} 是正整數。而且，存在一個正整數 {\displaystyle n} 使得 {\displaystyle a=nc} 與 {\displaystyle b=nd}。
無理數的存在，表示物體的比例可能無法以正整數來表示，這破壞了他們以正整數來描述自然規律的哲學。

### 尤得塞斯的比例論
為了挽救比例論，尤得塞斯提出了以幾何量為基礎的比例論，被歐幾里得收錄在《幾何原本》的第五冊中。其中的第五條定義是其比例論的核心：
{\displaystyle a:b=c:d} 若且唯若底下三個等式關係成立：
{\displaystyle ma<nb\implies mc<nd}
{\displaystyle ma=nb\implies mc=nd}
{\displaystyle ma>nb\implies mc>nd}
其中 {\displaystyle m,n} 為正整數（幾何量的整倍數）。
這個定義迴避了數系的規範，因此，即使 {\displaystyle a,b,c,d} 是無理數，等比關係也可以成立。